# Antoni Kurach
Antoni Kurach (ur. 1 czerwca 1930 w Wysocicach, zm. 15 lipca 2006 w Koszalinie) – oficer Milicji Obywatelskiej i aparatu bezpieczeństwa PRL.

## Życiorys
Syn Franciszka i Władysławy. W latach 1945–1947, jako uczeń gimnazjum w Miechowie współpracował jako TW ps. "Konik" z Urzędem Bezpieczeństwa. 
W latach 1949–1951 uczył się w Dwuletniej Szkole Oficerskiej MBP w Legionowie, potem referent Sekcji VII Wydziału V WUBP w Koszalinie. 1952-1953 referent, potem starszy referent Wydziału X WUBP w Koszalinie, 1953-1954 kierownik Referatu II tego wydziału. Od 1 listopada 1954 zastępca szefa PUBP w Wałczu, od 1 kwietnia 1955 kierownik Delegatury PUBP w Człuchowie. Od 27 grudnia 1956 zastępca komendanta powiatowego MO ds. Bezpieczeństwa w Człuchowie, od 1 lutego 1959 starszy oficer operacyjny Wydziału III SB KW MO w Koszalinie, od 1 maja 1960 zastępca naczelnika tego wydziału. Od 1 grudnia 1966 inspektor, od 1 czerwca 1970 starszy inspektor Inspektoratu Kierownictwa SB KW MO w Koszalinie, od 1 maja 1971 do 1 czerwca 1975 zastępca komendanta wojewódzkiego MO ds. SB w Koszalinie (1973-1974 słuchacz Wyższej Szkoły KGB w Moskwie). Od 1 czerwca 1975 komendant wojewódzki MO w Lesznie, od 1 sierpnia 1983 szef WUSW w Lesznie, od 23 sierpnia 1989 do 28 lutego 1990 szef WUSW w Słupsku. 

## Awanse
- Chorąży (1951)
- Podporucznik (1954)
- Porucznik (1957)
- Kapitan (1960)
- Major (1965)
- Podpułkownik (1970)
- Pułkownik (1974)

## Odznaczenia
- Krzyż Komandorski Orderu Odrodzenia Polski (1987)
- Krzyż Oficerski Orderu Odrodzenia Polski (1979)
- Krzyż Kawalerski Orderu Odrodzenia Polski (1974)
- Złoty Krzyż Zasługi (1969)
- Srebrny Krzyż Zasługi (1958)
- Medal 30-lecia Polski Ludowej (1974)
- Medal 40-lecia Polski Ludowej (1984)
- Złoty Medal Za zasługi dla obronności kraju (1980)
- Srebrny Medal Za zasługi dla obronności kraju (1975)
- Brązowy Medal Za zasługi dla obronności kraju (1972)
- Brązowa Odznaka W Służbie Narodu (1959)
- Złota Odznaka W Służbie Narodu (1979)
- Odznaka 1000-lecia Państwa Polskiego (1964)
- Brązowa Odznaka Za zasługi w ochronie porządku publicznego (1972)
- Złota Odznaka Za zasługi w ochronie porządku publicznego (1977)
- Złota Odznaka „W Służbie Penitencjarnej” (1984)